# Archivo Histórico Provincial de Zaragoza
El Archivo Histórico Provincial de Zaragoza alberga parte del patrimonio documental aragonés y tiene su sede en la ciudad de Zaragoza (España).

## Historia
El Archivo Histórico Provincial de Zaragoza (AHPZ) tiene su origen en el Decreto de 12 de noviembre de 1931 sobre régimen y denominación de los Archivos Históricos de Protocolos e Históricos Provinciales (Gaceta de Madrid, 13 de noviembre). Sin embargo no se creará hasta 1948, por Orden del 20 de septiembre (BOE de 11 de octubre), gracias a la iniciativa de la Junta de Gobierno de la Universidad de Zaragoza.
El Archivo Histórico Provincial de Zaragoza es un centro de titularidad estatal y cuya gestión fue transferida en junio de 1986 a la Comunidad Autónoma de Aragón, mediante convenio firmado con el Ministerio de Cultura.

## Edificio
En 1948 el Archivo se instaló en el Palacio de los Condes de Sobradiel, también conocido como Palacio de Gabarda, sede del Colegio Notarial, donde permaneció hasta 1980 año en que se traslada a su sede actual en el Palacio de Huarte, sito en la Calle Dormer número 6-8 de Zaragoza, lindando con la calle Pabostría y la actual plaza de Santa Marta.
El edificio es una casa-palacio de principios del siglo XVI, una época de transición del Gótico al Renacimiento. Fue utilizado como vivienda hasta que en la década de 1970 el palacio fue adquirido y restaurado por Ibercaja siendo declarado en 2002 Bien de Interés Cultural por Decreto del Gobierno de Aragón.
En 1998 se habilitaron depósitos auxiliares en el Polígono Malpica de Zaragoza para albergar documentación contemporánea. La Consejería de Educación tiene un Convenio con el Ministerio de Cultura español para la construcción de un nuevo edificio, que albergará además el Archivo General de Aragón, cuya creación está prevista en Ley 6/1986 de Archivos de Aragón.

## Fondos documentales
Sus fondos documentales abarcan del S. X a 2008 y son la base para la investigación de distintos aspectos de la historia de Zaragoza y su provincia, y también de Aragón.

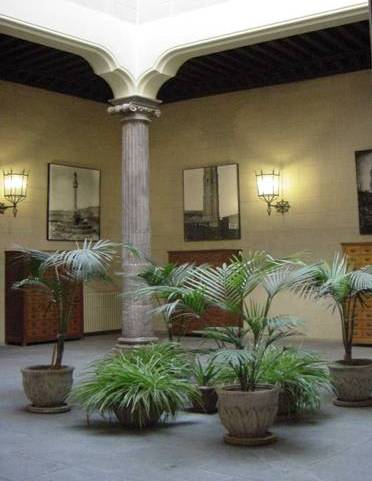
Patio de acceso al archivo

Entre sus fondos cabe destacar los que contienen los documentos producidos por la Administración de Justicia en Aragón, desde la Edad Media hasta nuestros días. El AHPZ alberga también una parte significativa de la documentación de la Administración Central y Autonómica en la provincia de Zaragoza.
El Archivo Histórico Provincial de Zaragoza es depositario además, de notables archivos privados, nobiliarios y de empresas, y de varias colecciones de interés, entre las que destacan los archivos fotográficos.
- Fondos judiciales. Este grupo de fondos está constituido por los documentos producidos por la Administración de Justicia, tanto del Antiguo Régimen (Diputación General de Aragón, 1440-1556; Justicia de Aragón 1418-1540; Inquisición de Aragón, 1466-1621; Real Audiencia de Aragón 1381-1870; Real Tribunal de Comercio de Aragón 1834-1844) como por las modernas (Audiencia Territorial de Zaragoza, 1834-1986; Tribunal Superior de Justicia de Aragón, 1986-1993, etc.); Juzgados de Distrito de Zaragoza (ss. XIX-XX) y Juzgados de Primera Instancia e Instrucción de Zaragoza (hasta 1990). Estos fondos permiten estudiar la evolución de la sociedad española.

- La historia reciente puede estudiarse a través de los fondos de distintas instituciones. Entre ellas:

- Tribunal Regional de Responsabilidades Políticas de Zaragoza (1937-1945) que reúne los expedientes tramitados por diferentes juzgados de Zaragoza, Huesca y Teruel.

- Organización Sindical-AISS (1906-1979).

- Prisión provincial de Zaragoza y Destacamentos (1895-1985).

- Delegación provincial de Hacienda (1881-1993).

- Gerencia del Catastro (1920-1982).

- Gobierno Civil (1937-1994).

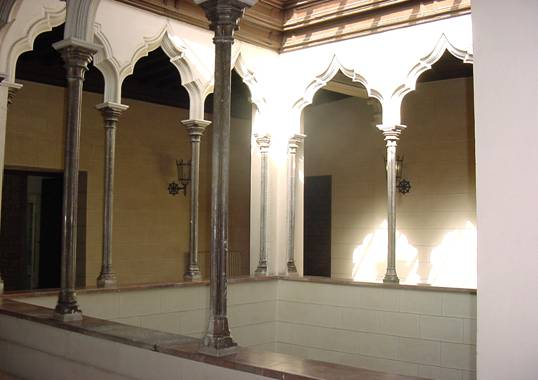
Detalle del patio interior

- Agricultura: Instituto Nacional de Colonización /IRYDA y SENPA (1940-1999).

- Archivos privados

- Archivo de la Casa ducal de Híjar-Aranda (970-1952).

- Archivo de los condes de Morata (1274-1914).

- Archivo de los condes de Argillo (1160-1932).

- Archivos de empresas

- Textiles “Gómez y Sancho” (1906-1989).

- Motores “Davi” S.A. (1963-1994)-

- Construcciones y Auxiliar de Ferrocarriles (CAF). Oficina técnica (1901- ).

- Fondos fotográficos

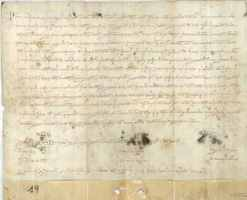
"El rey Jaime I concede al convento de la Orden de Predicadores de la ciudad de Huesca, el derecho de regar sus huertos y heredades con el agua de la acequia del Isuela el día que corresponde al Rey, y el de ceder o vender el agua el día que corresponde a dicho convento" (Fuente: DARA, Documentos y Archivos de Aragón) (Col. Pergaminos Nº 19.)

- Archivo Fotográfico Juan Mora (1905-1959).

- Archivo Fotográfico José Galiay (1900-1952).

- Archivo Fotográfico Coyne (1870-1994).

- Archivo Fotográfico Julio Requejo (1916-1928).

- Archivo Fotográfico Gabriel Faci (1878-1932).

- Colecciones de documentos especiales

- Pergaminos (1082-1823).

- Partituras del Orfeón Zaragozano (1894-1954).

- Críticas de arte de Miguel Ángel Albareda Agüeras (1963-1990).

- Colección Mariano García Díaz (1535-1880).

- Documentos sueltos (1069-1746).

- Manuscritos (1598-1850).

- Colección de la Comisión Provincial de Monumentos (1227-1798).

- Mapas y planos, grabados y dibujos (1542-1945).

## Acceso
Los documentos depositados en el Archivo Histórico Provincial de Zaragoza forman parte del Patrimonio Documental Español y Aragonés por ello son de libre consulta (Ley de Patrimonio Histórico Español (LPHE), artículo 49.2). No obstante, pueden existir limitaciones por razones de conservación (LPHE, art. 62) o en caso de contener datos personales que puedan afectar a la seguridad de las personas, a su honor, a la intimidad de su vida privada y familiar y a su propia imagen (Ley Orgánica 15/1999, de 13 de diciembre, de Protección de Datos de Carácter Personal).
El AHPZ alberga además documentación cuya consulta está regulada por la legislación vigente en España sobre Propiedad industrial.